# Sinerkia
Empresa constructora Extremeña, que fue fundada en 1990, resultado de la fusión entre Construcciones Alternativas S.A. y Sinerkia Construcción, Energía y Medio Ambiente, S.L.. Actualmente dirigida por Doña Nadi Jadi, en calidad de administradora única. Alfredo Merchan González y José María Jara Olmos como Gestores directos.

## Estructura empresarial
Sus actividades se enfocan entre las siguientes:
- Infraestructuras: Construcción de todo tipo de Infraestructuras Civiles y medioambientales.

- Servicios urbanos y medioambientales: Comprende las actividades de servicios relacionados con el ámbito urbano y el medio ambiente: aparcamientos, gestión de residuos sólidos, limpieza urbana, suministro y tratamiento de aguas, entorno y medio ambiente.

sinerkia, provee de servicios a las distintas áreas de negocio en las que actúa.
- Datos: Q6129190